# فالي كاستلانا
فالي كاستلانا (بالإيطالية: Valle Castellana)‏ هي بلدية في مقاطعة تيرامو في إقليم أبروتسو الإيطالي.

## السكان
في سنة 1861 بلغ عدد السكان 3٬531 نسمة، وتطور العدد ليصل في سنة 2011 لـ 1٬029 نسمة.
يظهر هذا المخطط البياني تطور النمو السكاني لـ فالي كاستلانا